# Pitcairnia holstii
Pitcairnia holstii är en gräsväxtart som först beskrevs av Hans Edmund Luther och som fick sitt nu gällande namn av Jason Randall Grant. 
Pitcairnia holstii ingår i släktet Pitcairnia och familjen Bromeliaceae. Artens utbredningsområde är Peru. Inga underarter finns listade i Catalogue of Life.